# Peru-Spitzmausbeutelratte
Die Peru-Spitzmausbeutelratte (Monodelphis peruviana, Synonym: Peramys peruvianus) kommt in den östlichen Anden, in Mittel- und Südperu und im Westen von Bolivien vor. Die Art galt lange Zeit als Unterart der Braunen Spitzmausbeutelratte (M. adusta), wird im Beuteltierband des Handbook of the Mammals of the World aber als eigenständige Art vorgestellt.

## Beschreibung
Die Beutelratten erreichen eine durchschnittliche Kopfrumpflänge von 9,6 cm und haben einen 5,6 bis 5,8 cm langen Schwanz. Die Tiere wogen 24 bis 305 g. Das Rückenfell ist einfarbig schokoladenbraun, das Fell der Unterseite von der Kehle bis zur Leistengegend ist hell rötlich. Das Kinn ist bräunlich. Die Pfoten sowie Vorder- und Hinterbeine sind etwas dunkler als der Körper. Das Fell ist dicht und die Haarlänge beträgt 4 bis 5 mm. Der Schwanz ist unbehaart. Weibchen haben wahrscheinlich keinen Beutel. Die Anzahl der Zitzen ist nicht bekannt.

## Lebensweise
Die Peru-Spitzmausbeutelratte kommt in sumpfigen und gut entwässerten Primär- und Sekundärwäldern vor. Sie lebt vor allem in Höhen von 1400 bis 2000 Metern es gibt jedoch auch Funde aus niedrigeren Regionen (200 m). Zwei Exemplare wurden in Bolivien auf einer Bananenplantage gefangen. Über die Lebensweise, das Verhalten, die Ernährung, die Aktivitätsmuster und die Fortpflanzung der Tiere ist bisher nichts bekannt.

## Status
Da die Peru-Spitzmausbeutelratte ein großes Verbreitungsgebiet hat, dort relativ häufig ist und in verschiedenen Schutzgebieten vorkommt, gilt sie als ungefährdet (Least Concern).

## Belege
1. 1 2 3 4  Diego Astúa: Family Didelphidae (Opossums). in Don E. Wilson, Russell A. Mittermeier: Handbook of the Mammals of the World – Volume 5. Monotremes and Marsupials. Lynx Editions, 2015, ISBN 978-84-96553-99-6. Seite 148.
2. 1 2  Monodelphis peruviana in der Roten Liste gefährdeter Arten der IUCN 2016. Eingestellt von: Solari, S., 2016. Abgerufen am 15. Januar 2020.